# Peter von Winter

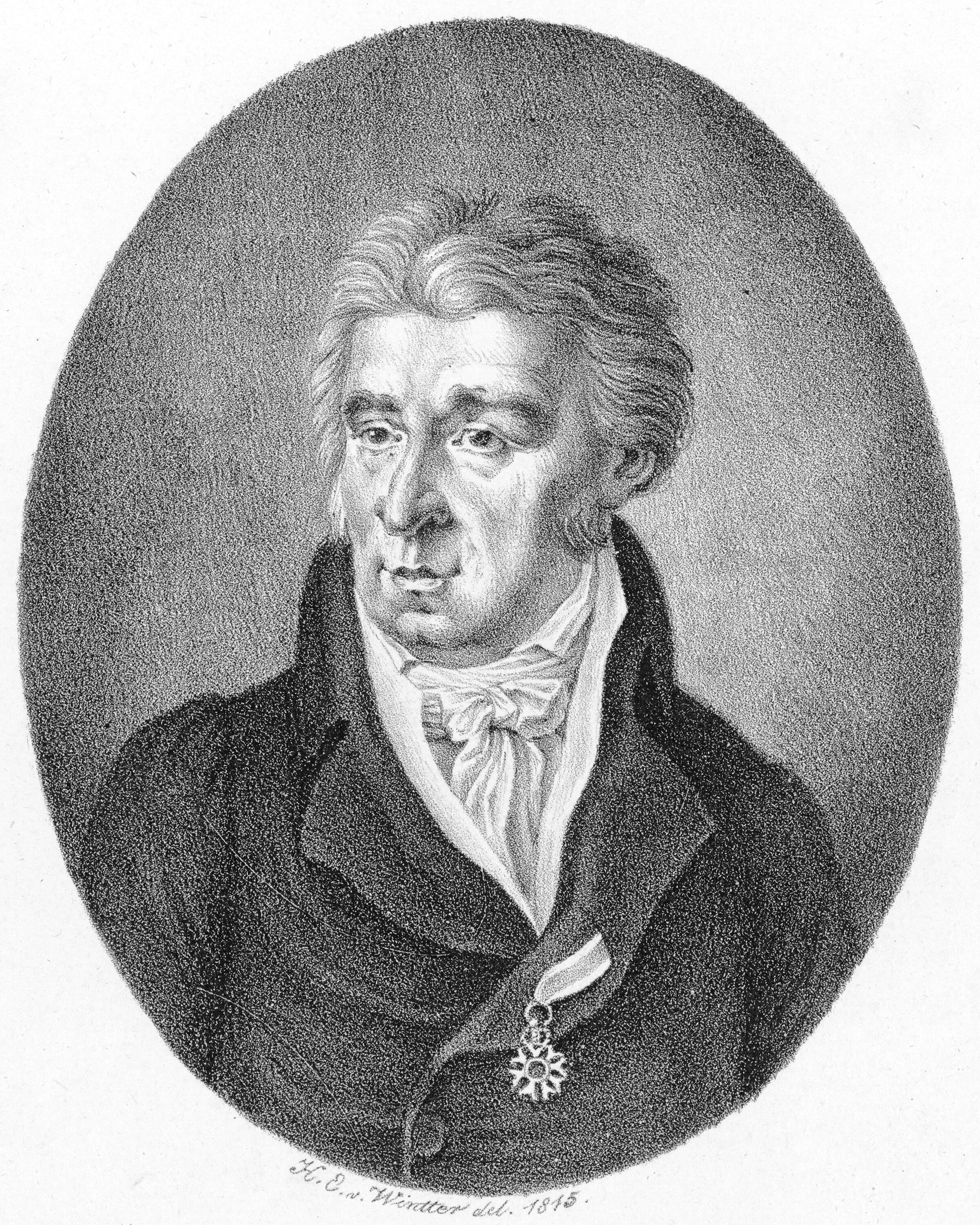
Peter Winter in 1815

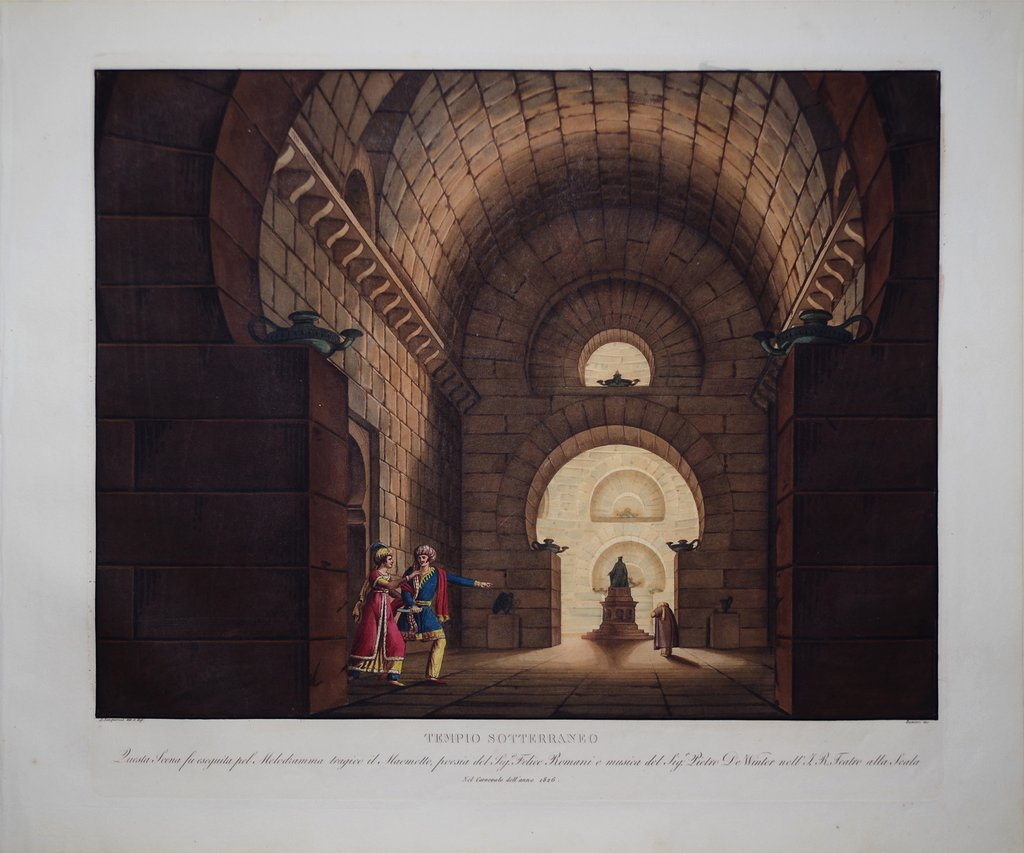
Scène uit Maometto, La Scala, Milaan, 1826 (kleurenets)

Peter (von) Winter (Mannheim, gedoopt 28 augustus 1754 - München, 17 oktober 1825) was een Duitse operacomponist, zangleraar en kapelmeester.

## Loopbaan
Winter was een wonderkind op de viool en speelde als tienjarige al viool en contrabas in het Mannheimer hoforkest van de kunstlievende keurvorst Karl Theodor, in wiens militaire entourage zijn vader brigadegeneraal was. In 1776 volgde zijn officiële benoeming tot Hofmusiker. Hij werd opgeleid door Abbé Vogler, van wie hij zich later distantieerde. In het kielzog van de keurvorst verhuisde hij in 1778 naar de Residentie van München, waar hij de leiding kreeg over het Residenztheater (het tegenwoordige Cuvilliés-Theater) en later hofkapelmeester werd. Hij begon opera's te componeren, die al snel populair werden en ook in belangrijke muziekcentra als Berlijn, Londen, Parijs, Wenen, Venetië, Milaan, Amsterdam en Moskou op de planken werden gebracht. Vanuit München ondernam hij dan ook vele concertreizen naar andere steden. In Wenen, waar hij in 1780-1781 geruime tijd verbleef, bracht Antonio Salieri hem het Italiaanse belcanto bij, dat een belangrijke rol ging spelen in zijn opera's.
Winter componeerde 41 opera's. Zijn bekendste zijn de Singspiele Scherz, List und Rache (1790) op een libretto van Goethe, Das unterbrochene Opferfest (1796), dat geldt als zijn belangrijkste en populairste werk, en Das Labyrinth oder Der Kampf mit den Elementen, ook genoemd Der Zauberflöte zweyter Theil (1798) op een libretto van Emanuel Schikaneder, bedoeld als vervolg op Die Zauberflöte van Mozart. Hij schreef ook vier Italiaanstalige opera's op libretti van Lorenzo da Ponte: La grotta di Calipso (1803), Il trionfo dell'amor fraterno (1804), Il ratto di Proserpina (1804) en Zaira (1805, naar Voltaire). Later volgde nog de succesvolle opera Maometto (1817) op een libretto van Felice Romani naar het toneelstuk Le Fanatisme ou Mahomet le Prophète van Voltaire.
In 1806, bij de verheffing van Beieren tot koninkrijk, kwam Napoleon Bonaparte naar München. Ter ere van hem werden twee opera's opgevoerd in het Residenztheater: Don Giovanni van Mozart en Das unterbrochene Opferfest van Peter von Winter. In beide gevallen hield Napoleon het na één akte voor gezien. 
Naast zijn vele opera's componeerde Winter een relatief bescheiden hoeveelheid instrumentale orkest-, ballet- en kamermuziek en vocale kerkmuziek. Tot zijn leerlingen behoorden, naast diverse zangers en violisten,  de componisten Ignaz von Seyfried, Carl Gottlieb Reißiger, Joseph Hartmann Stuntz en Peter Joseph von Lindpaintner. Zijn Vollständige Singschule, een vierdelige zangleergang opgedragen aan zijn broodheer, de Beierse koning Maximilian I. Joseph, verscheen in zijn sterfjaar 1825. 
Bij zijn dood werd hij herdacht als een der grootste componisten van zijn tijd. Zijn composities vormen een mengsel van Duitse (de Mannheimer Schule), Franse en Italiaanse stijlelementen. In de ontwikkeling van de Duits-Oostenrijkse opera geldt hij als een verbindende schakel tussen Mozart en Weber. Die lieten zich, evenals Spohr en Meyerbeer, niet altijd positief over hem uit, wat geweten kan worden aan zijn onaangename karakter. Zijn opera's verdwenen 25 jaar na zijn dood van het repertoire en worden nauwelijks meer opgevoerd, maar er bestaan cd-opnamen van onder meer Das Labyrinth en Maometto, de drie symfonieën, het septet op. 10 en het sextet in F-majeur.